# Emoia tuitarere
Emoia tuitarere là một loài thằn lằn trong họ Scincidae. Loài này được Zug, Hamilton & Austin mô tả khoa học đầu tiên năm 2011.